# Erik van Lith
Martinus Theodorus Johannes Maria (Erik) van Lith (Geffen, 16 juni 1972) is een Nederlands voormalig politicus.

## Loopbaan
Van Lith was van 23 mei 2002 tot 30 november 2006 lid van de Tweede Kamer der Staten-Generaal namens het CDA. Hij was eerder beleidsmedewerker bij LTO Nederland en lid van Provinciale Staten van Noord-Brabant. In de Tweede Kamer hield hij zich onder meer bezig met nationaal en internationaal waterbeleid (waterveiligheid, Waddenzee, Noordzee, waterkwaliteit, verdroging) en met Brabantse aangelegenheden.
Na zijn vertek uit de Tweede Kamer is Van Lith een adviesbureau begonnen. Sinds maart 2015 is hij lid van het algemeen bestuur van waterschap De Dommel.
Vanaf april 2018 is hij Strategisch Adviseur Drinkwater, Waterketen en Watersystemen bij Royal HaskoningDHV.

### Plek op kieslijst Tweede Kamer
Van Lith heeft meerdere keren op de lijst van het CDA voor de Tweede Kamerverkiezingen gestaan.
- 2002 – 44 (van 43 zetels, alsnog zetel gekregen doordat andere in kabinet kwamen)
- 2003 – 28 (van 44 zetels)

- Parlement.com: vg9fgops0kx8